# Avane (Empoli)
Avane (AFI: /ˈavane/; in vernacolo empolese anche Davane) è una frazione del comune di Empoli. Si trova sulle rive dell'Arno, lungo la vecchia strada Pisana.

## Storia
Come per altri toponimi simili, Avane è riconducibile al latino ad vēnandum (alterato successivamente in ad venanum), cioè «per cacciare» e si riferisce a delle riserve di caccia esistenti in Toscana. Un'ipotesi meno accreditata lo fa ricondurre al nome personale etrusco Avenal, anche se quest'ipotesi è sostenuta dall'accentazione sdrucciola.
Il territorio di Avane, come tutto quello dell'Empolese, viene ceduto dai conti Guidi ai Fiorentini tra il 1182 (giuramento di fedeltà) e il 1273 (restituzione, quietanza, osservazione) (il contratto di cessione è del 1254).
Secondo il parroco don Raimondo Polleschi (1787-1855), i primi abitanti di Avane furono dei Maestrelli provenienti da Milano; la prima casa costruita sarebbe quella di Giuseppe Maestrelli e quella di Luigi Busoni nelle corti presso la piazza della chiesa; tra il 1501 e il 1528 ad Avane vi erano stanziati due gruppi di muratori; nel 1547 c'erano 13 persone (9 donne) che si occupavano dell'allevamento del baco da seta; nel 1551 il luogo contava già 150 abitanti.
Nel 1575 fu creato il primo registro dei matrimoni e la prima coppia a sposarsi fu Piero di Zanobi e Benedetta di Marco il 1º maggio dello stesso anno; il registro dei battesimi fu creato nel 1726, anno in cui furono battezzati sei bambini.
Negli anni '30 del XIX secolo Avane contava 598 abitanti.
Il 26 luglio 1944, durante l'occupazione, l'esercito tedesco fece brillare le mine messe sotto la chiesa e il campanile distruggendoli quasi interamente; il 4 novembre 1966 l'alluvione infangò tutto l'archivio parrocchiale ricostruito negli anni '50.
Come gran parte delle frazioni empolesi, Avane ha avuto una storia recente legata alla sinistra politica: nel secondo dopoguerra il Partito Comunista Italiano raggiungeva il 90% dei suffragi.

## Monumenti e luoghi d'interesse

### Chiesa di San Jacopo

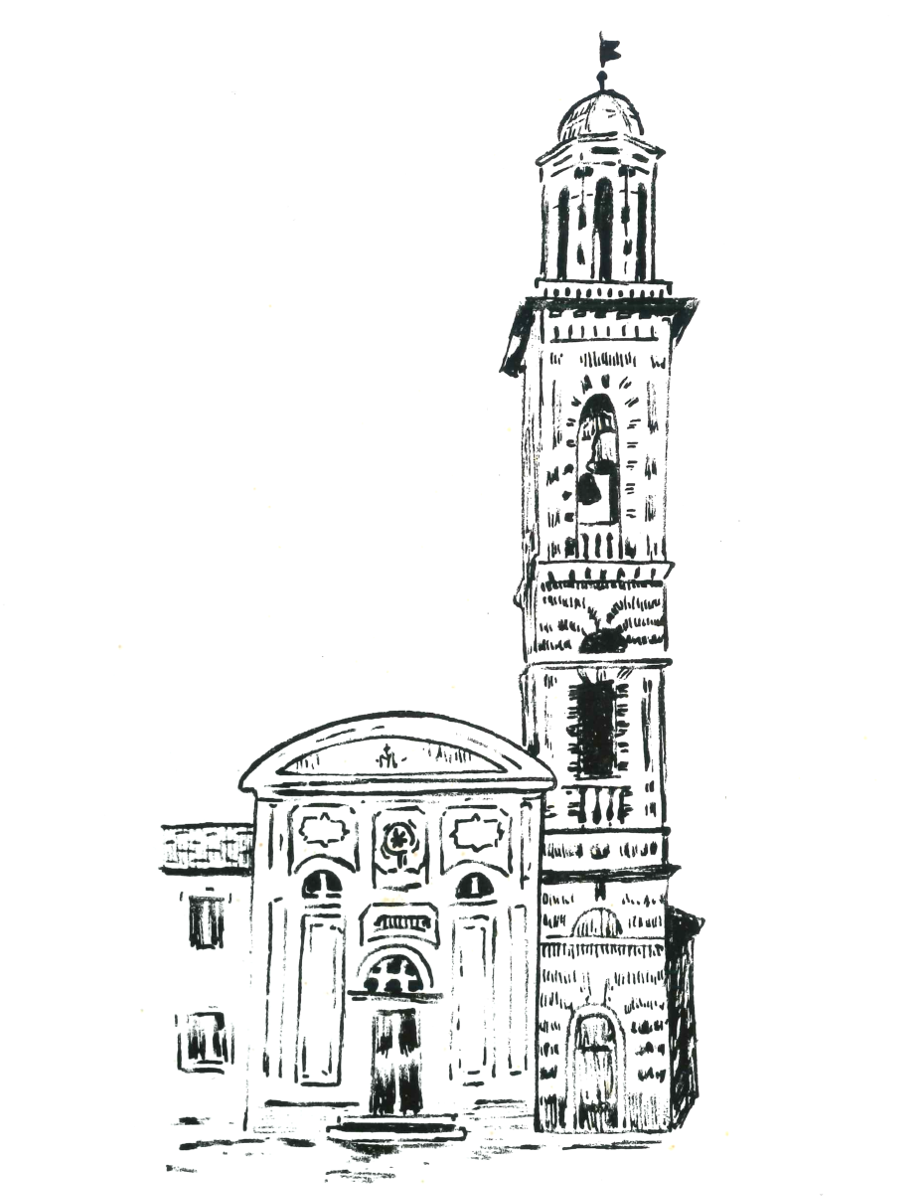
Chiesa di San Jacopo

Le prime notizie sulla chiesa di San Jacopo ad Avane risalgono al 1109; nel 1119 viene citata in un documento del notaio Gualberto rogato nel dicembre dello stesso anno a Pistoia in cui la contessa Emilia e suo marito Guido Guerra I concedono al pievano Rolando l'investitura di 15 chiese del circondario. Tra i parroci che si sono succeduti, don Beniamino Brandi, don Giuseppe Salvadori, don Giulio Andreini, don Romano Santini, don Renzo Fanfani (con don Martino Kim) e don Renato Bellucci. In chiesa è conservata una pala con la Madonna col Bambino tra i Santi Antonio abate e Jacopo attribuibile a Francesco d'Agnolo detto lo Spillo, fratello di Andrea del Sarto

### Casa del Popolo
Avane ha un'importante Casa del Popolo, dove si trova anche la sede territoriale dell'ARCI; fondata nel primo Novecento, il regime fascista obbligò il presidente a cederla ai fasci diventando Casa del Fascio, attraverso un atto notarile; riaperta nel secondo dopoguerra si è spostata nell'attuale sede di 1 500 m² nel 1998 e nel 2017 è stata progettata la pizzeria.

## Sport
L'Avane Polisportiva Associazione Sportiva Dilettantistica, con sede in via di Magolo, gestisce una squadra di calcio dai colori sociali giallo-nero, che milita nel campionato di Seconda categoria .
Ad Avane ha sede l'Associazione Sportiva Dilettantistica Biliardo Avane, per quanto riguarda il biliardo, con sede presso il circolo ARCI locale.